# جيمس دوس
جيمس دوس (بالإنجليزية: James Doss)‏ (1939، كنتاكي في الولايات المتحدة - 17 مايو 2012، لوس ألاموس في الولايات المتحدة)؛ فيزيائي وروائي أمريكي.